# L'enfant que j'étais
L'enfant que j'étais (A criança que eu era) foi a canção representante da Suíça no Festival Eurovisão da Canção 1957. A música foi interpretada por Lys Assia.